# میرآباد (شهرضا)
میرآباد (شهرضا)، روستایی از توابع بخش مرکزی شهرستان شهرضا در استان اصفهان ایران است.
این روستا در جنوب استان اصفهان قرار گرفته است.
روستای فوق از توابع شهرستان شهرضا می باشد و زیر نظر بخشداری مرکز شهرضا فعالیت می کند.
این روستا بین دو باند جاده شهرضا -آباده قرار دارد ،به صورت که از دو طرف جاده می توان وارد روستا شد.
این روستا دارای قنات می باشد که باغات و زمین های کشاورزی آن به کمک این قنات ابیاری می شوند .
میوه ها و محصولات این روستا :
انگور.بادام.زردالو.البالو.انار .گندم.جو.یونجه.کاهو.
گوجه
خیار
و.... می باشد.
آب قنات این روستا به کمک کانال های زیر زمینی به سمت روستا هدایت می شوند .

## جمعیت
این روستا در دهستان منظریه قرار دارد و براساس سرشماری مرکز آمار ایران در سال ۱۳۸۵، جمعیت آن ۱۵۹ نفر (۵۴خانوار) بوده‌است.